# Лапшина, Тамара Ивановна
Тамара Ивановна Лапшина́ (р. 23 сентября 1936) ― советский и российский хозяйственный и общественный деятель, краевед, музейный работник, почётный гражданин города Суздаль (1995). Заслуженный работник культуры РФ.

## Биография
Родилась 23 сентября 1936 года.
После окончания обучения в школе, поступила на исторический факультет МГУ имени М. В. Ломоносова, который с успехом закончила. Была направлена по распределению в Омскую область, где преподавала в школе-интернате. С июня 1960 года постоянно проживает в городе Суздале.
Свою трудовую деятельность выпускница исторического факультета начинала в должности научного сотрудника, а затем возглавила Суздальский филиал государственного объединенного Владимиро-Суздальского музея-заповедника. Она участвовала и под её руководством была осуществлена огромная работа по музеефикации памятников архитектуры города Суздаля, были проведены научные изыскания и исследования.

В 1989 — 1991 годах трудилась в Суздальском райкоме КПСС в должности консультанта, а в 1991 —2002 годах работала в Суздальском филиале Госцентра по учету, реставрации и использованию памятников истории и культуры.
Активная участница общественной жизни города и района. Неоднократно избиралась депутатом городского Совета народных депутатов, была членом президиума совета Суздальского отделения ВООПИК.
Тамара Ивановна автор первого путеводителя по Владимиро-Суздальскому музею-заповеднику, ей также принадлежит авторство буклетов «Посадский дом», «Суздальский кремль» и книги «Суздаль».
Проживает в городе Суздале Владимирской области. 

## Награды и звания
- Государственная премия РСФСР в области архитектуры (1977) — за реставрацию памятников истории и культуры городов Владимира и Суздаля, создание музейных экспозиций и широкое использование их в культурно-просветительных и туристических целях
- заслуженный работник культуры РФ,
- Почётный гражданин города Суздаля (1995).[3].
- орден Дружбы